# Beauty Unadorned
Beauty Unadorned è un cortometraggio muto del 1913 diretto da Sidney Drew, L. Rogers Lytton e James Young.

## Produzione
Il film fu prodotto dalla Vitagraph Company of America con il titolo di lavorazione United in Danger.

## Distribuzione
Distribuito dalla General Film Company, il film - un cortometraggio in due bobine - uscì nelle sale cinematografiche statunitensi il 6 dicembre 1913.